# Brielle (Nova Jersey)
Brielle és una població dels Estats Units a l'estat de Nova Jersey. Segons el cens del 2007 tenia 4.879 habitants.

## Demografia
Segons el cens del 2000, Brielle tenia 4.893 habitants, 1.938 habitatges, i 1.414 famílies. La densitat de població era de 1.061,3 habitants/km².
Dels 1.938 habitatges en un 30,8% hi vivien nens de menys de 18 anys, en un 62% hi vivien parelles casades, en un 7,6% dones solteres, i en un 27% no eren unitats familiars. En el 23,5% dels habitatges hi vivien persones soles el 12% de les quals corresponia a persones de 65 anys o més que vivien soles. El nombre mitjà de persones vivint en cada habitatge era de 2,52 i el nombre mitjà de persones que vivien en cada família era de 3.
Per edats la població es repartia de la següent manera: un 23,7% tenia menys de 18 anys, un 4,8% entre 18 i 24, un 24,8% entre 25 i 44, un 29% de 45 a 60 i un 17,7% 65 anys o més.
L'edat mediana era de 43 anys. Per cada 100 dones de 18 o més anys hi havia 89,8 homes.
La renda mediana per habitatge era de 68.368 $ i la renda mediana per família de 82.867 $. Els homes tenien una renda mediana de 61.828 $ mentre que les dones 40.156 $. La renda per capita de la població era de 35.785 $. Aproximadament el 2,6% de les famílies i el 3,9% de la població estaven per davall del llindar de pobresa.

## Poblacions més properes
El següent diagrama mostra les poblacions més properes.